# Vavamuffin

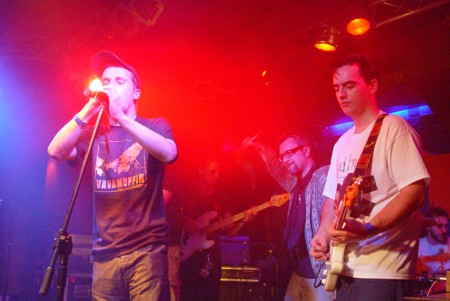
Vavamuffin

Vavamuffin is een Poolse reggae- en raggamuffinmuziekgroep met elementen van dub en dancehall. De groep zingt Poolse en Engelse teksten.
De groep werd opgericht in 2003 in Warschau en heeft vier albums uitgebracht op het platenlabel Karrot Kommando. Het debuutalbum Vabang! uit 2005 werd door de lezers van het Poolse reggaetijdschrift Free Colours uitgeroepen tot de beste Poolse plaat en beste Poolse debuutalbum van het jaar. Het album Dubang! uit 2006 bevatte remixen van het debuutalbum. Op het derde album, Inadibusu uit 2007, kreeg de groep medewerking van de Kroatische reggaezanger Hornsman Coyote. Het vierde album, Mo' better rootz, kwam pas uit in 2010. 
Vavamuffin speelde onder andere op de Poolse festivals Przystanek Woodstock en Ostróda Reggae Festiwal en het Kroatische festival Seasplash. De videoregistratie van het concert op Przystanek Woodstok werd uitgebracht op dvd.

## Naam
De Poolse naam van Warschau, Warszawa, wordt vaak afgekort tot Wawa. De letter V komt in het Pools alfabet niet voor.

## Groepsleden
- Pablopavo (zang)
- Reggaenerator (zang)
- Marcin Krasowski alias Gorg (zang)
- Emili Jones (bas)
- Jahcob Junior (percussie)
- Raffi Kazan (gitaar)
- Mothashipp (synthesizer, piano)
- Dubbist (sampler, grammofoon)
- Barton (dubmaster)